# فرودگاه آبی رد ساکر لیک
فرودگاه آبی رد ساکر لیک (به انگلیسی: Red Sucker Lake Water Aerodrome) یک فرودگاه همگانی است که یک باند فرود آب دارد. این فرودگاه در کشور کانادا قرار دارد و در ارتفاع ۲۱۹ متری از سطح دریا واقع شده است.